# سمفونی شماره ۵۲ (هایدن)

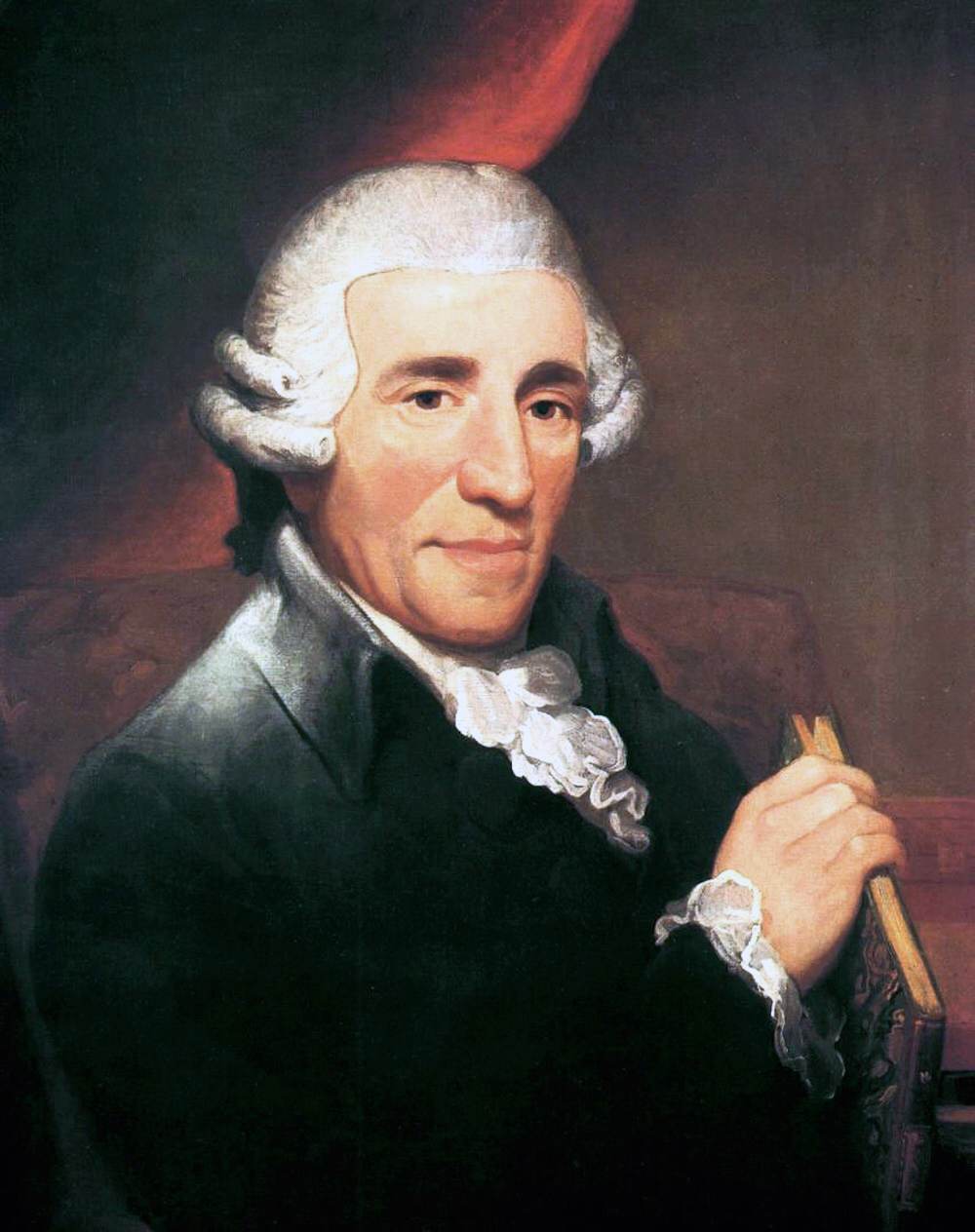
تک‌چهره‌ای از یوزف هایدن (حدود ۱۷۹۱)

سمفونی شماره ۵۲ در دو مینور، یکی از آخرین سمفونی‌های طوفان و استرس است که یوزف هایدن، آهنگساز اتریشی، در زمانی که در سال ۱۷۷۱ یا ۱۷۷۲ در استرهازی اقامت داشت، آن را ساخت.
این اثر از آن دسته سمفونی‌های هایدن با کلید (تونالیته) است که آهنگساز در اواخر دههٔ ۱۷۶۰ و اوایل دههٔ ۱۷۷۰ ساخت. سایر سمفونی‌های طوفان و استرس، شماره‌های ۳۹، ۴۴، ۴۵ و ۴۹ هستند. این سمفونی توسط اچ.سی. رابینز لاندون به‌عنوان «پدربزرگ سمفونی پنجم بتهوون، که همچنین با دقت ریاضی و با اختصار بسیار ساخته شده است»، توصیف شده است.

## موومان‌ها
هایدن این سمفونی را برای دو ابوا، باسون، دو هورن، کانتینو (هارپسیکورد) و سازهای زهی ساخته است. او این اثر را در چهار موومان تصنیف کرده است:
1. آلگرو آسای کُن بریو (اجرای نسبتاً تند و با شور و هیجان)
2. آندانته در دو ماژور، 3
8
3. مِنوئه و Ternary form ـ آلگرتو، 3
4
4. فیناله ـ پرِستو